# Hello! (альбом)
Hello! — шестой студийный альбом британской рок-группы Status Quo, выпущенный Vertigo Records (A&M — в США) в октябре 1973 года.
Hello! первый из трёх альбомов Status Quo занявших первое место в британских чартах. Из альбома синглом вышла песня «Caroline», поднявшаяся до 5-го места в UK Singles Chart.

## Список композиций
| №  | Название             | Автор(ы)                                                         | Длительность |
| -- | -------------------- | ---------------------------------------------------------------- | ------------ |
| 1. | «Roll Over Lay Down» | Фрэнсис Росси, Рик Парфитт, Алан Ланкастер, Джон Коглан, Боб Янг | 5:41         |
| 2. | «Claudie»            | Фрэнсис Росси, Боб Янг                                           | 4:00         |
| 3. | «Reason for Living»  | Фрэнсис Росси, Рик Парфитт                                       | 4:41         |
| 4. | «Blue Eyed Lady»     | Рик Парфитт, Алан Ланкастер                                      | 3:50         |

| №  | Название                  | Автор(ы)                    | Длительность |
| -- | ------------------------- | --------------------------- | ------------ |
| 1. | «Caroline»                | Фрэнсис Росси, Боб Янг      | 4:16         |
| 2. | «Softer Ride»             | Рик Парфитт, Алан Ланкастер | 4:00         |
| 3. | «And It’s Better Now»     | Фрэнсис Росси, Боб Янг      | 3:20         |
| 4. | «Forty-Five Hundred Time» | Фрэнсис Росси, Рик Парфитт  | 9:50         |

| №  | Название | Автор(ы)                    | Длительность |
| -- | -------- | --------------------------- | ------------ |
| 1. | «Joanne» | Рик Парфитт, Алан Ланкастер | 4:06         |

## Состав
- Фрэнсис Росси — вокал, гитара
- Рик Парфитт — вокал, гитара
- Алан Ланкастер — бас-гитара
- Джон Коглан — ударные

## Позиции в хит-парадах и коммерческие показатели
| Год  | Хит-парад                           | Высшая позиция | Пребывание в чарте |
| ---- | ----------------------------------- | -------------- | ------------------ |
| 1973 | Австралия (Kent Music Report)       | 19             | нет данных         |
| 1973 | Великобритания (UK Albums Chart)    | 1              | 13 недель          |
| 1973 | Норвегия (VG-lista)                 | 6              | 7 недель           |
| 1973 | Финляндия (Suomen virallinen lista) | 6              | 32 недели          |
| 1973 | ФРГ (Offizielle Top 100)            | 37             | 4 недели           |
|      |                                     |                |                    |
| 1974 | Великобритания (UK Albums Chart)    | 21             | 12 недель          |
|      |                                     |                |                    |
| 1975 | Великобритания (UK Albums Chart)    | 35             | 3 недели           |

| Регион | Сертификация | Продажи  |
| --- | ------------ | -------- |
| Австралия (ARIA) | Платиновый   | 50 000^  |
| Великобритания (BPI) | Золотой      | 100 000^ |
| Нидерланды (NVPI) | Золотой      | 25 000   |
| Франция (SNEP) | Золотой      | 100 000* |
| Швеция (GLF) | Золотой      | 25 000   |
| Швейцария (IFPI Switzerland)                                                                                             | Платиновый   | 50 000^  |
| * Данные о продажах приведены только на основе сертификации. ^ Данные о тиражах приведены только на основе сертификации. |              |          |